# Buncrana Island
Buncrana Island (Maori Te Hauhau) ist eine Insel im Lake Manapouri, der Region Southland, im Süden der Südinsel von Neuseeland.

## Geographie
Buncrana Island befindet sich im östlichen Teil des Lake Manapouri, rund 530 m vom nördlichen Ufer des Sees entfernt. Die Insel besitzt eine Länge von rund 440 m in Westsüdwest-Ostnordost-Richtung und eine maximale Breite von rund 107 m in Nordnordwest-Südsüdost-Richtung. Bei einer Seehöhe von 178 m ragt die Insel bis zu 12 m aus dem See heraus. Buncrana Island umfasst eine Fläche von insgesamt 3,9 Hektar.
Rund 1,2 km südsüdwestlich befindet sich die größere Nachbarinsel Rona Island.
Die Insel ist gänzlich bewaldet.